# Curcuma amada
Curcuma amada là một loài thực vật có hoa trong họ Gừng. Loài này được Roxb. mô tả khoa học đầu tiên năm 1810.

## Từ nguyên
Tính từ định danh amada lấy theo tên gọi trong tiếng Bengal của loài này, có nghĩa là gừng xoài.

## Phân bố
Loài này có tại đông và nam Ấn Độ, Bangladesh, Myanmar, Thái Lan.

## Mô tả
Thân hành (thân rễ) hình nón, với các củ chân vịt ruột màu vàng nhạt. Cụm hoa dạng bông thóc ít hoa, ở giữa. Lá có cuống dài, hình mũi mác rộng. Toàn thân cây có màu xanh lục. Rễ tươi có mùi giống như mùi xoài tươi, vì thế mà tại khu vực Bengal người ta gọi nó là amada (nghĩa đen là gừng xoài). Nó cũng được gọi là kajula-gauree. Ra hoa vào mùa mưa.

## Sử dụng
Được người dân bản địa sử dụng để kích thích thèm ăn sau khi khỏi ốm, tạo màu cho cà ri cũng như sử dụng trong y học dân gian.

## Lưu ý
Không nhầm loài này với Curcuma mangga có ở đảo Java, Indonesia cũng có mùi xoài, với tên gọi tại đó là "temu mangga" hay "temu poh" - cũng có nghĩa là gừng xoài. Khác biệt giữa hai loài này ở chỗ C. amada có cụm hoa mọc chính giữa, trong khi C. mangga có cụm hoa mọc ở bên.

## Hình ảnh

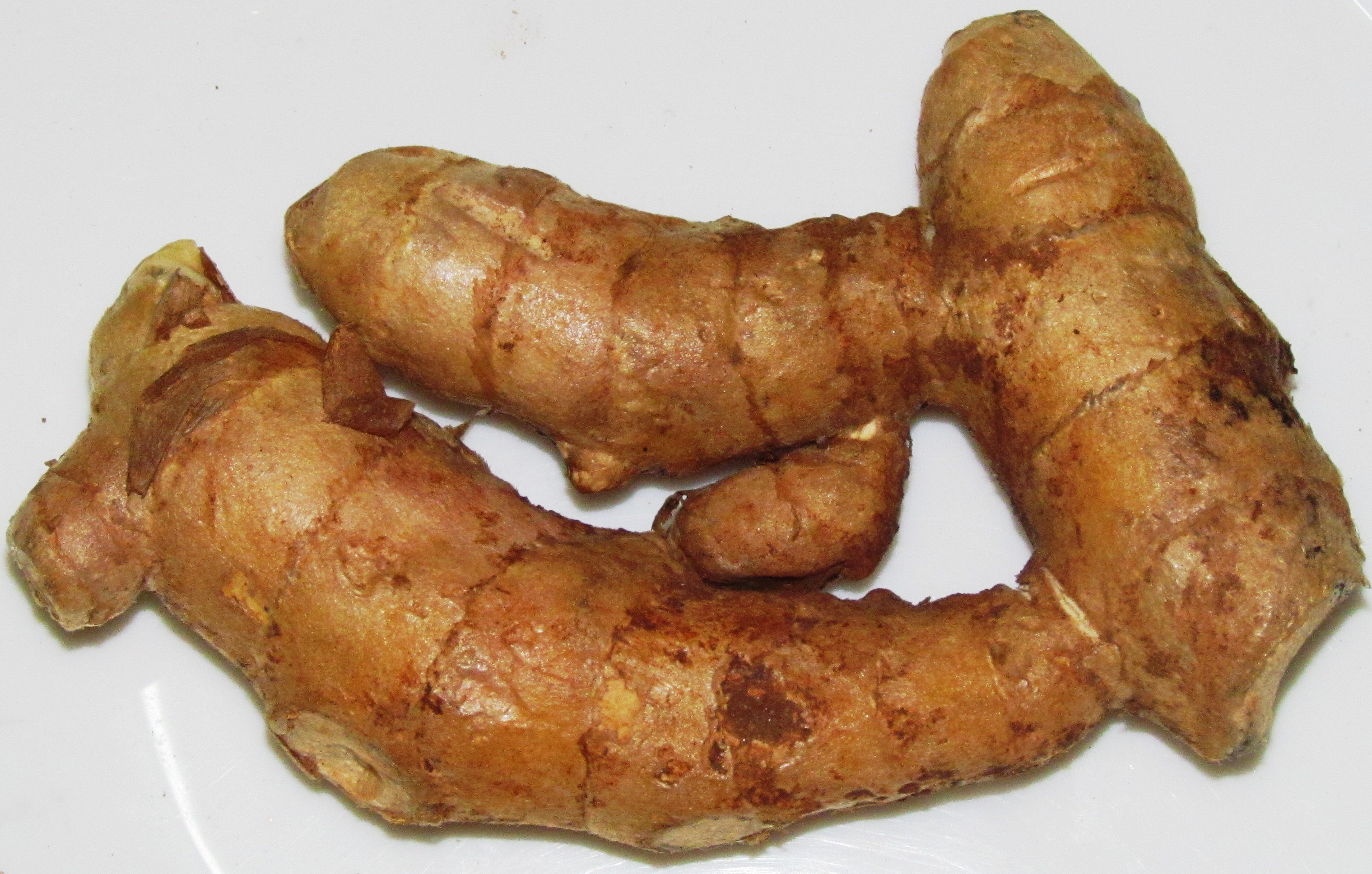